# Зак, Фридрих Самуил Готфрид
Фридрих Самуил Готфрид Зак (нем. Friedrich Samuel Gottfried Sack, 1738—1817) — протестантский богослов, придворный проповедник в Берлине.

## Биография

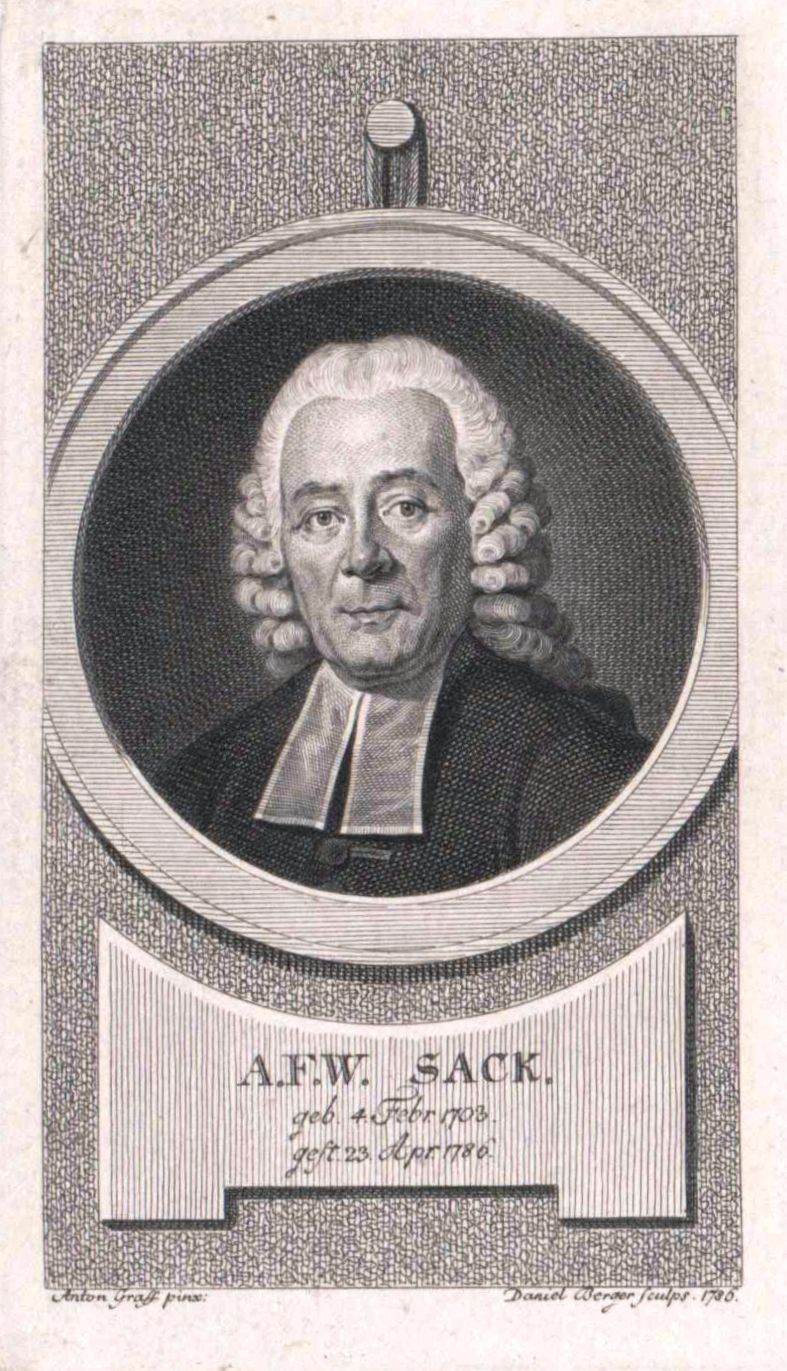
Отец — Август Фридрих Зак

Фридрих Самуил Готфрид Зак родился 4 сентября 1738 года в немецком городе Магдебурге (Саксония-Анхальт); старший сын от второго брака германского философа Августа Фридриха Зака (нем. August Friedrich Sack; 1703—1786), младший брат писательницы Антуанетты Бамбергер (нем. Antoinette Bamberger; 1732—1805).
В 1740 году семья Зак переехала в Берлин, благодаря чему Фридрих Самуил Готфрид смог получить образование в учебном заведении для одарённых мальчиков «Joachimsthalsches Gymnasium».
После смерти отца, занял место придворного проповедника и на этом месте весьма способствовал популяризации идей Фридриха Шлейермахера.
Своим трудом: «Ueber die Vereniigung der beiden protestantischen Kirchenparteien in der preussischen Monarchie» (Берлин, 1812, 2 издание 1818), Зак положил начало религиозному союзу (унии) между лютеранами и реформатами.
Фридрих Самуил Готфрид Зак был женат на Иоганне Вильгельмине Сполдинг (1753—1832), дочери протестантского теолога Иоганна Иоахима Сполдинга (нем. Johann Joachim Spalding; 1714—1804). Старший сын, Вильгельм Фридрих Зак (1772—1854), был главным председателем Прусского Верховного трибунала в Берлине. Дочь Зака, Фридерика Генриетта Зак (1781—1852), вышла замуж за советника по надзору за армией в Глогуве Иоганна Вихардта Эрбкама (1771—1838); от этого брака родился теолог Вильгельм Генрих Эрбкам (нем. Wilhelm Heinrich Erbkam; 1810—1884). Другая дочь, Элеонора Филиппина Амалия Зак (1783—1862), была женой будущего министра культуры Иоганна Альбрехта Фридриха фон Айхгорна (1779—1856) и матерью президента правительства Миндена в прусской провинции Вестфалия Карла Фридриха Германа фон Айхгорна (нем. Hermann von Eichhorn (Regierungspräsident); 1813—1892). Один из его сыновей, Фридрих Фердинанд Адольф Зак (1788—1842), также стал придворным и соборным проповедником в Берлине.
Его сын Карл Генрих (нем. Karl Heinrich Sack; 1789—1875), пошёл по стопам отца и стал профессором в Боннском университете, где преподавал теологию.
Главные его труды: «Christliche Apologetik» (Гамбург, 1829), «Christliche Polemik» (1838); «Die Kirche von Schottland» (Гейдельберг, 1844—1845), «Die Evangelische Kirche und die Union» (Бремен, 1861), «Geschichte der Predigt von Mosheim bis auf Schleiermacher und Menken» (Гейдельберг, 1866 год).
Фридрих Самуил Готфрид Зак умер 2 октября 1817 года в столице Германии.